# Lindsay Whalen
Lindsay Marie Whalen (nacida el 9 de mayo de 1982 en Hutchinson, Minnesota) es una jugadora de baloncesto estadounidense.